# Parashorea densiflora
Parashorea densiflora är en tvåhjärtbladig växtart. Parashorea densiflora ingår i släktet Parashorea och familjen Dipterocarpaceae.

## Underarter
Arten delas in i följande underarter:
- P. d. densiflora
- P. d. kerrii